# Óscar García-Casarrubios
Óscar García-Casarrubios Pintor (Campo de Criptana, 7 juni 1984) is een Spaans wielrenner.

## Belangrijkste overwinningen
2005
- 3e etappe Ronde van Palencia
- 4e etappe Ronde van Palencia

2008
- 1e etappe Ronde van Coruña
- Eindklassement Ronde van Coruña
- Eindklassement Aragonese Wielerweek

2010
- 1e etappe Ronde van Venezuela

## Resultaten in voornaamste wedstrijden
| Jaar | Ronde van Italië | Ronde van Frankrijk | Ronde van Spanje |
| ---- | ---------------- | ------------------- | ---------------- |
| 2009 |                  |                     | opgave           |